# Thomas Woodruff
Thomas Woodruff, född 1945 i Kailua, Oahu, Hawaii, död 1988 i Kailua, var en amerikansk konstnär. Han växte upp på Hawaii och ägnade sig framförallt åt jordkonst.

## Offentliga verk i urval
- Carolina, 1977, Maui High School i Kahului, Hawaii[1]
- Louisa, 1987, gräsbevuxen kulle, vid västra kajen på Skeppsholmen, sydost om af Chapman, i Stockholm

| ”                                            | Louisa är en gräsbevuxen kulle, knappt märkbar för den som inte letar. Som en skatt som finns tillgänglig för alla men som bara kan upplevas av den som känner till den. Det är ett verk som är i ständig förändring. Kullen ändrar form under fötters trampande och snöns tyngd på vintern. Gräset gulnar och blir grönt igen. | „ |
| – Utomhussamlingen, Moderna Museet, broschyr | |   |